# Steel Aréna
Steel Aréna - Košický štadión L. Trojáka este o arenă din Košice, Slovacia pe care joacă meciurile de pe teren propriu echipa de hochei pe gheață HC Košice. Capacitatea sa este de 8.343 de locuri.
Arena a fost inaugurată pe 24 februarie 2006 și a fost numită în onoarea sponsorului general al clubului, US Steel Košice (membru al United States Steel Corporation) și, de asemenea, în onoarea lui Ladislav Troják, un jucător de hochei născut în Košice, care a fost primul slovac care a câștigat Campionatul Mondial cu echipa națională a Cehoslovaciei.